# 抓狂一族
《抓狂一族》（日语：浦安鉄筋家族）是日本漫畫家浜岡賢次所創作的日本漫畫作品。於漫畫雜誌《週刊少年Champion》1993年10号到2002年13号期間進行連載。單行本全31卷。續作為《元祖！抓狂一族》（元祖!浦安鉄筋家族）單行本全28卷、《元氣！抓狂一族》（毎度!浦安鉄筋家族）單行本全24卷、《超絕！抓狂一族》（あっぱれ!浦安鉄筋家族）連載中。台灣中文版由長鴻出版社發行。香港中文版由玉皇朝發行。

## 劇情簡介
內容以日本千葉縣浦安市為舞台，描述主角大澤木小鐵一家人及周圍人物在生活中所發生的趣事。故事風格是極端誇張的劇情和畫面製造爆笑且脫線效果，並惡搞著名人物為其特徵。

## 登場人物

### 大澤木家
大澤木小鐵
本作品主角。是個精力旺盛、喜愛玩耍、腦筋單純的浦安第一傻蛋小學生。學業方面除了體育以外的科目都不理想。為日本第一喜愛暑假的男孩，在暑假期間平均睡眠時間是兩小時，其餘時間都在不停地玩。在暑假期間玩耍時若遭遇任何外傷，都能以個人特有的「暑假POWER」立即痊癒、之後就彷彿沒事般地繼續給它玩下去。曾在暑假時創下用前滾翻繞浦安市一圈、打了689局的一人棒球比賽、以鐵人三項方式從浦安來回館山一圈（來回210公里）等等驚人記錄。但是正因為在暑假玩過頭的關係，現在他的左膝狀況不太好。對浦安各地方的小路捷徑非常了解，有「浦安暗道王」的稱號。有「每天要來往學校一次、保持連續上學」的無意義個人記錄。嗜好方面，常看的漫畫週刊是「週刊少年Champion」，裡頭最喜愛的作品是「刃牙」。除了漫畫外其它的書都看不下去，唯一的例外是「金氏世界記錄」（因為要拿去搞挑戰金氏記錄的白癡行為）。此外喜愛棒球和玩摔角，他個人最愛使用的摔角招式是垂直落下式（Brainbuster）和眼鏡蛇固定（Cobra Twist）。
大澤木 大鐵
小鐵的父親。職業是計程車司機，是行為相當隨便、得過且過的大菸槍。一天要抽26包煙，凡是和煙扯上關係的事物就會一反平時懶散個性而卯足全力。但是迄今為止從沒戒煙成功過；而且在戒煙期只要煙癮一發作時就會全身顫抖（威力強到可以引發地震）。雖然是計程車司機，卻經常像特技人般危險駕駛，因此他的計程車亦經常報銷。平時衣著邋遢，老是不脫皮鞋就直接進自己家裡。小時候因為個性太糟的關係，所以周遭的玩伴就是幾隻野貓。但是只要突然反常勤快做起家事時，就會造成當天氣候異常。相當在意自己掉髮、快要禿頭的事。
大澤木 順子
小鐵的母親，是料理相當拿手性格賢慧的主婦。重視家庭成員關係，與任何人都能處得不錯，常常為大鐵的煙錢及小鐵的白癡行為傷透腦筋。曾为梅星泪修补坏掉的T恤，被梅星泪失声叫了声“妈妈”。同時因為其賢慧溫暖的性格，令其曾在擔任一天小鐵班上的臨時導師時頗受好評。外表看似溫和，實為大澤木家中戰鬥力最強的人，能徒手一人打垮松五郎家全部的野生動物、一拳扳倒巨大小學生超級無敵大暴龍。
大澤木 晴郎
小鐵的哥哥。是個外型肥胖、大學聯考落榜後就整天窩在家中的御宅族。私人興趣相當廣範；從角色扮演遊戲、建築設計、組裝模型、把玩莉卡娃娃、到西洋老電影鑑賞都有涉獵。為了把台詞全記下來一天要看50次美少女戰士。擅長做一些奇怪的發明，如做出讓小茜訓練用的腳踏車「宇宙二輪鯊魚4號」。臉一瘦下來就跟尼可拉斯凱吉一樣，但胖過頭又變成像諧星高木ブー。經常立志要成為某方面的專家，但未幾便改變心意，導致其嗜好方面樣樣通樣樣鬆。
大澤木 櫻
小鐵的姐姐。國中生，平時行為乍看下是大澤木家行為舉止最正常的人，在異性交往方面卻有異於常人的品味。興趣是和花丸木約會，但約會過程與結果總是風波不斷。外型雖然是個柔弱女學生，但有一腳踢飛大象的記錄。
大澤木 裕太
小鐵的弟弟。在漫畫一開始還是個嬰兒，後期成為上幼稚園的小男孩。因小鐵教導而擅長各種摔角技巧，曾在公園的嬰兒決鬥賽打敗王者丸山千秋、成為新冠軍。腦袋比小鐵優秀250億倍。
大澤木 金鐵
小鐵的爺爺。興趣是帶哈奇散步並和老人會成員交流。相當疼愛孫子，閒暇時常常和小鐵、裕太一起遊玩並教導小鐵許多有趣的小知識。在晴郎還小時為了讓他能安全地過馬路發起建蓋天橋的連署運動。有利用化妝粉底偽裝成小鐵的特殊技能。故事前期喜歡聽重金屬搖滾樂，後來沒再聽。
哈奇
小鐵家養的狗。臉上部份的黑毛是小鐵小時候用黑油漆塗上的（現今還洗不掉）。常常對大鐵用腳隨意踐踏、踢開牠的狗食感到不悅。
史塔基
小鐵家養的黑猩猩。牠吃的香蕉常被大鐵搶走，因此和哈奇一樣對大鐵頗有微詞。
青田仔
從垃圾場撿回來、裕太非常喜愛的人偶。全身上下散怖著詭異氣息，似乎會自行長大長出毛髮。順子媽媽對它非常恐懼，但家中其他人似乎都不把它當一回事。角色造型來源是作者家中同樣造型的人偶。

### 小鐵的朋友與其家庭

#### 土井津家
土井津 仁
外表陰沉、寡言、超貧困、頭頂有星星符號的光頭男孩，家住在墓場旁，是小鐵最要好的死黨。初始時小鐵對其散發的陰沉氣場感到畏懼，但在替小鐵解危後，反而成為莫逆之交。其與鈴木服雄之間的組合關係就像美國20年代的喜劇拍檔「勞萊與哈台」。有將書包習慣背在前面的習慣。此外，他的按摩的技術相當高超，經常以此服務浦安的老人們，被浦安的老人們稱呼為「仁師傅」。因為家境貧困，所以生活裡很多需要的東西多半是從他人處取得，例如平日穿的T恤是從先前一位跳樓自殺的小孩身上剝來的（經鑑定該比利時製的T恤價值一萬日幣），連在家玩的足球是從他自殺身亡的父親頭骨做成的。同時受此影響對金錢相關的事情相當計較，可以為了金錢鈔票的事拼上一切，也讓他在算數方面特別拿手另外在大型垃圾堆裡尋寶也是他的樂趣。因為住家鄰近墳場，所以偷拿了別人家的墓碑當作門口踏腳石。
仁媽
長相像恐怖女幽靈、雖一直過著貧困的生活但一點也不想努力工作的主婦。喜歡的偶像是谷村信司，平時的嗜好是觀賞購物頻道和郵購，但是她老是購買一點也用不到的東西。會在墳墓偷拿別人的供品回家，祭拜已故丈夫時則是點蚊香。個人最重要的私藏是有谷村信司親筆簽名的內褲。擁有用指甲切割壁櫥的門，或是割開車頂之類的秘技。單用眼睛看鑰匙孔便能用牙齒將指甲雕成該孔鑰匙，用來進入別人家或打開保險櫃等等。

#### 西川家
西川 法子
從大阪搬來浦安的轉學生，家就住在小鐵家隔壁。性格強悍，一開始和小鐵常常互相起衝突，轉來浦安第一天就和小鐵在教室打架，當場扯掉小鐵的頭髮，導致小鐵事後也因此開始留著和尚頭。但後來兩人變成不打不相識的玩伴。平時像男孩般活潑好動，但也有溫柔小女生的一面。由於家庭貧困，因此平時大多穿學校的體育服。討厭數學，拿手的科目是體育；尤其擅長馬拉松。身手亦有一定水準，曾經為了保住母親委託購買的雞蛋，動手打倒試圖搶走書包的男生們。頭髮沒綁時外型就和小茜一樣。
法子的爸爸
職業和大鐵一樣是計程車司機。喜歡喝酒和亂與別人打賭，是阪神虎隊的支持者。動畫初登場時還和小鐵的爸爸為了搶客人一事起爭執，現在主要為大鐵的菸友之一。
法子的媽媽
行為舉止很隨便的主婦，是個老菸槍。性格強悍程度與法子極為相像。會趁早晨鄰居還沒起床的時候，取閱鄰居信箱裡的報紙。

#### 菊池家
菊池 茜
擁有可愛外型、成績優異、超級有錢三方面完美條件的女孩，也是小鐵心儀的對象。但常常遭遇災難和不幸，被捲入麻煩事件。常常在春卷老師怠忽職守的情況下擔任臨時導師，也常被春卷借錢。最差勁的科目是體育；討厭的食物則是紅蘿蔔。額頭的硬度比石頭還硬。個性基本上是對別人有難不會置之不理的爛好人，而且成積優異常教導班上同學習題因此備受眾人信賴；但偶有耍小動作的時候。
菊池 治
小茜的弟弟，頭髮超尖銳的嬰兒。和聰明的小茜不同，行為舉止有些憨呆、常裸著身亂跑，並有痛死人的捏力。
小茜的媽媽
外形為長髮、戴眼鏡的女性。一開始對小茜的朋友小鐵一行人相當不以為然（起初稱呼小鐵一伙為「野人軍團」）。
阿叻
小茜養的愛犬，是個個性壞心眼、嬌生慣養的狗。

#### 鈴木家
鈴木 福雄
- 小鐵的朋友之一，總是戴著帽子的小胖子，口頭禪是在語句末加上「噗（きゃぶ） ~」這個字。一開始的性格設定是脾氣容易暴躁的男孩，但後來性格被設定成較為溫和慵懶。平時行動慵懶，但一到下午3點吃點心時間便會全身活力百倍。最喜歡的飲料是可爾必斯，同時是個食量驚人的大胃王，一天可以吃60隻冰棒，擁有利用牙齒在冰棒棍子上刻字假造吃冰棒無限再來一支的特技，甚至曾在下雪天和爸媽一起吃掉整個浦安市1／4的積雪。為了讓上學也能享受冰棒的美味，將書包改造成行動冰箱（另有裝果汁用、早上便當用等多種款式書包）。曾因為被小鐵戲弄，結果在學校泳池拉了一池子糞便。

※初登場集數：第1集第2發
福雄的爸爸
- 經營蔬果店的老闆，和福雄一樣是大胃王。

※初登場集數：第1集第9發
福雄的媽媽
- 捲髮的胖婦人，和福雄一樣是大胃王。

※初登場集數：第7集90發

#### 上田家
阿德（日文版的原名是上田 信彥）
小鐵的班級同學，北海道旭川市出身。在小鐵一伙人當中，是性格最正經、腦袋聰明的優等生，但是超級會笑。初期人設外觀是臉上略帶雀班、馬桶蓋頭的男孩，之後修改為瀏海、濃眉的外型。曾經在法子剛轉至班上時，親口讚嘆對方可愛。因外貌不錯、品行也好；在情人節總會收到許多別班女生送來的巧克力（相對之下小鐵一份都收不到）。原則上是對朋友要求都不會拒絕的好人，但由於小鐵一行人到他家玩的時候，數度發生住家被小鐵摧毀的事件，現在變得不喜歡小鐵一行人到家裡作客。
是班級裡唯一一個到補習社補習的人，在補習社排名第16位。擅長與小鐵玩過三關，而且每次都勝出。不拿手的項目是猜拳，有一台老是落鍊的腳踏車。
中文動畫版將其暱稱改為阿信。
※初登場集數：第1集第2發。
阿德的媽媽
- 短髮的主婦，出場次數不多。

※初登場集數：第8集112發。

#### 梅星家
梅星 淚
- 濃眉大眼的熱血棒球少年，可以為了投出消失的魔球而拼上一切，拿手球技「梅星球」，能將投出的球分身成四個幻影後消失不見，在浦安郊區有自己規劃的私人棒球場「淚球場」。他在日常生活中能在五十尺外將硬幣投入販賣機裡，是日職球隊「千葉羅德海洋」的死忠支持者。飲食方面唯獨讨厌吃青豆，曾将营养午餐的青豆藏满整个书桌。
- 最初出场时作者打算将其纳入「小铁军团」，后来放弃，但最终还是纳入了。角色造型來源是棒球漫畫「巨人之星」裡的主角星飛雄馬。

※初登場集數：第6集77發。
梅星 球道
- 梅星淚的父親，是個常給予梅星淚嚴格棒球訓練的熱血老爸。號稱是千葉羅德隊傳說中的三壘手，實為吹牛。日常生活中喜歡喝酒和賭馬。近期有放棄棒球、移情足球的跡象。
- 角色造型來源是棒球漫畫「巨人之星」裡的主角的老爸星一徹（日语：星一徹）。

※初登場集數：第6集77發。

### 學校人物

#### 小鐵班上的其它同學與相關人物
花子
- 一開始只是個偶爾串場露臉的角色，在「抓狂一族」第16集重新塑造成身材高大、個性單純但容易被激怒的怪力女。因身高出眾的關係，常被小鐵取笑像是巨人摔角手安德烈（André the Giant）或大巨人（El Gigante），和小鐵同樣對摔角相關的事物都相當內行。人際關係方面，對班上大部份的男生均抱持著敵視的態度，唯獨對阿德相對友善，和同班女學生和田中是個好搭檔。家裡是開喫茶店。

※初登場集數：第2集20發
田中
- 外型不出眾、性格行為都超低調的女生，常被周遭友人誤叫成「中田」，因為在團體裡沒存在感，常常讓眾人對她有下落不明的錯覺。其打扮穿著和動漫畫「櫻桃小丸子」的主角神似，連她的住家外觀也採用和該作品主角住家同樣的設計。擅長劍道，對於冷知識以及詛咒相關的奇門邪術也很在行。和花子是個好搭檔。

※初登場集數：第24集350發
江戶 五郎
- 自稱是俱敏銳洞察力的少年偵探，但實際是樣樣不拿手的傻蛋小學生。喜歡作誇大又毫無根據的推理。之前就讀的學校每週固定會發生一次殺人事件。
- 角色靈感來源為青山剛昌筆下的作品「名偵探柯南」裡的主角江戶川柯南。

※初登場集數：第20集284發
少林 次郎
- 一身少林武僧打扮，擅長各種武術氣功的小學生。性格端正有禮、寫得一手好字，但成績不太好。其住家位於在浦安人煙稀少的郊外、並佈有重重機關的寺院裡。
- 角色靈感來源是武打明星李連杰的電影「少林寺」。

※初登場集數：第23集328發
花園 垣
- 外型壯碩、一身怪力的人類最強小學生，一眼望去雖令人生畏，但私下性格樸實有禮，能夠自由操控身上任何部位的肌肉，唯獨腦袋不夠靈光。常被媽媽（鬼母）叫去做奇怪的修練而缺課好幾週。
- 身上背的書包是自己爸爸的墓碑做成的。「垣」這個名字是過去再懷胎母體期間，不管勇花吃再多食物，所有營養完全獨佔，並且竟然在生產前母子幹架，後來打到馬上生出來立刻會走路，填寫出生證明時因取「餓鬼」會不太好，所以取為同音的此名。
- 是作者浜岡賢次最愛的角色之一。

※初登場集數：第21集313發
花園 勇花
- 垣的母親，號稱「鬼母」，三不五時就對垣施展嚴苛的肉體鍛鍊。除了格鬥相關以外的事情都不太清楚，有討厭蟑螂、個性單純的一面，此外非常討厭且不擅數學,連1+1都沒辦法算出來。

※初登場集數：第28集417發
小星
- 身材嬌小、有像外星小灰人般眼睛的小男孩。其寫字的字跡特小和說話聲音細小微弱的特質，讓花子一直懷疑他是如假包換的外星人。

※初登場集數：第24集345發
蝶野 蟲男
- 只要是昆蟲相關東西都喜歡的少年；因身上收藏太多奇形怪狀的昆蟲導致沒人敢接近，只有不怕蟲的阿仁有與他往來。

※初登場集數：第26集381發
蛸橋 直子
- 熱愛馬拉松，只要一跑步就停不下來的女生。住家離學校距離是42．195公里（國際馬拉松的標準長度）。
- 角色設計來源是日本女子馬拉松選手高橋尚子。

※初登場集數：第31集452發
本田·天行者（本田·SkyWalker）
- 外表憨直、行為有禮但嘴巴惡毒的小學生。因父親是「星際大戰」的影迷而取名裡頭主角的姓氏「天行者」。是初期就有登場的角色，但因效果不彰而慢慢消失在篇幅裡，直到抓狂一族最終回再度露臉。最後因捲入不明的紛爭潛逃到菲律賓，之後下落不明。
- 而再「元氣！抓狂一族」第5集第68寶，終於再度回歸。說是「原力」把他引導回來。

※初登場集數：第1集第2發
小吱
- 總是默默吹著笛子的小男生，是少數登場至今毫無一句對白的角色。和本田同為初期就登場的角色，也是因為效果不彰而消失直到抓狂一族最終回才再度露面。

※初登場集數：第1集第2發

#### 其他學生們和相關人物

##### 老虎軍團
浦安第一小學的暴力集團，領導者為5年5班的中村竹西。
中村 竹西
- 5年5班的不良小學生，率領浦安小學校中最大的暴力集團「老虎軍團」；專門在校犯下各種不良勾當，但盡是一堆幼稚的行為。和小鐵一樣是個不易感冒、在校成績除了體育其它都不行的笨蛋，而且老是便秘。在異性同儕裡人氣低迷，情人節裡一份巧克力都收不到（曾收到有森 美莎偽裝成情人節巧克力的炸彈）。夢想是當學校一天的校長。
- 崇拜摔角手是班賽（但他模仿班賽的金臂勾招式連蚊子都殺不掉，被小鐵戲稱是「日本第一安全金臂勾」）。曾經被仁用大便砸過臉。

※初登場集數：第1集第4發
火狐狸
- 竹西最忠心不二的跟班；不管竹西幹多白癡的事仍會跟隨在他身旁。擅長偷取東西，在老虎軍團中有副團長的地位。

※初登場集數：第1集第4發
利多X
- 外表一副酷樣，常常對於竹西的白癡行為很沒輒。有口香糖依賴症，擅長用口香糖泡泡沾粘攻擊對手的頭髮。

※初登場集數：第2集20發
好小子
- 老虎軍團軍旗的掌手，老是半裸上半身。是少數至今尚未有一句台詞的角色。

※初登場集數：第2集20發
小老虎軍團
- 由一群被竹西用糖果收買的小孩子們組成的團體。

※初登場集數：第9集122發
新老虎軍團
- 竹西為了重振老虎軍團低迷的人氣，而奪走小鐵的手下大巨人、讓他成為老虎軍團旗下的一員。
- 新團體的名稱簡稱「n.T.G」（new Tiger Gang）。

※初登場集數：第17集251發

##### 其他小學生
地獄君
- 實際身份不明、似乎是與竹西有過節的學生，為了報復而匿名將竹西便秘的事公開在學校中，對竹西報復成功後又因為行經樓梯時不慎被小鐵推倒摔下樓梯，轉而將報復目標轉移到小鐵身上。

※初登場集數：第13集183發
有森 美莎
- 唸幼稚園常常被竹西欺負的女生，在情人節將偽裝成情人巧克力的炸彈送給竹西，引發了一場爆破。

※初登場集數：第15集214發
角田 弁慶
- 棒球打擊技巧全方面的好手，是梅星淚魔球的剋星。

※初登場集數：第11集150發
穴川 莊治
- 2年5班的學生，樂衷使用雙指灌腸攻擊目標，他的個人絕招「44灌腸」的威力足以媲美點44手槍子彈。曾單獨一人以灌腸招式秒殺老虎軍團全員，也一度治好過國會議員的便秘、是史上最強的灌腸少年。最大勁敵是直腸太。

※初登場集數：第3集40發
直腸 太
- 和穴川莊治一樣，是擅長使用雙指灌腸攻擊的小學生。一頭的黑人爆炸頭是他的個人特徵。

※初登場集數：第15集213發
米異
- 個性內向老實，但有待在稍微搖晃的地方就會嘔吐的怪毛病。

※初登場集數：第14集202發
鳥野三兄弟
- 鳥野家庭中的三個孩子因家中有一個暴力的姐姐，三個人總是帶著傷來到學校。

※初登場集數：第11集158發
鳥野 蔥鮪
- 鳥野家庭中的超暴力主婦，總是沒來由的對家人飽以老拳。曾經待過東京女子監獄，但過沒多久就越獄了。弱點是身體一接觸到梅子乾全身就無法動彈。

※初登場集數：第11集158發

#### 學校老師們
春卷 龍
- 小鐵的班導，年齡27歲，口頭禪是語句末加上「噠~~」（日文原版是「啾~~」）。老家在福井縣，有一位最親近他的祖母。他在抓狂一族系列作品裡被刻畫成教學能力、體格氣力、個人魅力、經濟能力皆零分的大傻蛋，其最為人所知的經歷是在眾多角色中首屈一指的遇難、遭遇不幸次數，遺失錢包乃至於獎金的頻率也讓他飽受小鐵等人詬病。平常授課時頻繁偷懶，老是讓小茜不得不跳下來當班上的臨時班導，喜歡利用聯絡簿評語及學末科目滿分來誘惑班上學生。此外也有不重視環境整潔的一面，曾因為廢除班級打掃制度，令教室呈現髒亂不堪的慘狀，連自己居住的房子環境也是髒亂不堪，裡外皆堆滿雜物，某次暑假還曾經遭祝融侵蝕導致無處可歸。
- 每逢寒暑假都會出於各種原因在許多地方遇難，包含但不限制於學校屋頂、學校泳池、高速公路分隔島、迪士尼樂園、野生動物園等諸多地區。曾因為暑假遇難，藉機偷溜到小茜家裡白吃白喝，住了三天（當時正逢小茜一家出國遠遊），甚至從服雄家的雜貨店搶走蔬菜充飢、最噁心的是某次暑假的八月六日，在公園搶小鐵的甲蟲來吃（吃了5隻）。由於常捲入不幸事故經濟常處於赤貧狀態，不但經常向小茜借錢應急，還常以家庭訪問的名義到班上學生家中吃免費的一頓，尤其愛去小茜家享受有錢人的東西和小鐵家吃順子媽媽作的料理。
- 喜歡在同校任教的長崎屋 奈奈子老師。
- 角色造型來源是武打巨星李小龍。

※初登場集數：第3集33發
長崎屋 奈奈子
- 學校的女老師，和春卷龍相反，是熱忱教學、盡責的老師，也是春卷龍心儀的對象。平時個性溫和，但一被惹毛了就會用摔角技給對方一頓好打。在續作「元祖！抓狂一族」裡有一段時間擔任小鐵的班導。

※初登場集數：第4集59發
錢高
- 有強迫症傾向的生活指導教師，對於校規一私不茍，熱衷追逐違反校規的學生。一旦看見雜亂的東西便想排列整齊。
- 角色造型來源是動畫魯邦三世裡的錢形警官。

※初登場集數：第20集286發
坂上 欽一
- 小鐵班上的臨時導師，外號「日本第一無趣男」。是能讓再意外情況都能變得索然無味、輕易把場子搞冷的人。他唯一令人意外的一點就是他實際是個禿子。
- 角色造型來源是日本電視主持人萩本欽一。（台灣最常看到他的節目就是超級變變變）

※初登場集數：第28集411發
梅王子 辰夫
- 轉來小鐵學校就職的導師，因對食物口感十分講究而自動請纓轉任學校午餐主廚的職位。
- 他每日作出的豪華料理十分受學生的歡迎；相對地也讓每月營養午餐費爆增130倍。
- 是在特別增刊登場的角色，收錄在「元祖！抓狂一族」中。

※初登場集數：元祖！抓狂一族第5集
義大利 長介
- 學校的教務主任，擅長用香焦皮滑倒來讓人發笑的大叔。
- 他搞笑用的梗都與節目「8點了!全員集合」及「漂流者大爆笑（日语：ドリフ大爆笑）」相關。
- 有一個長得像仲本工事（日语：仲本工事）的太太。

※初登場集數：第12集166發
校長
- 打著蝴蝶結的光頭，常常為了全校最皮的小鐵班傷透腦筋。

※初登場集數：第3集33發

### 大澤木家周遭往來人物
行德的布朗遜
- 晴郎交流的小團體「西部片守護會」成員之一。個人招牌動作是豎起大拇指的手式。
- 臉和影星「查尔斯·布朗森」一樣。

※初登場集數：第1集第3發
船橋的柯本
- 晴郎交流的小團體「西部片守護會」成員之一。常常叼著煙一付酷樣。
- 臉和影星「詹姆士柯本」一樣。

※初登場集數：第1集第3發
東陽町的傑曼
- 晴郎交流的小團體「西部片守護會」成員之一。經常一身西部槍戰片的打扮。
- 臉和義大利影星「裘林諾·傑馬」一樣。

※初登場集數：第1集第3發
富田
- 與晴郎一起玩洋娃娃的伙伴，外號「娃娃屋湯米」。
- 擅長做各種洋娃娃的房屋道具。
- 行為有些娘娘腔，小鐵稱呼他是「茄子臉」。

※初登場集數：第21集第305發
宮崎 危機
- 晴郎交往的網友。外表看似小公主的模樣卻常做出詭異、具危險性、及幾近犯罪的行為。
- 她似乎很喜歡晴郎肥嘟嘟的模樣。
- 角色來源是吉卜力動畫「魔女宅急便」的女主角琪琪。
- 她身上穿的白洋裝和魯邦三世電影動畫「卡利奧斯特羅城」的女主角克蕾莉絲神似。

※初登場集數：第30集434發
花丸木
- 櫻的男朋友，臉蛋及行為都像是小嬰兒的大男孩。
- 常常不知不覺把自己身上的衣服掉落、整個人全身裸體。
- 最害怕是喜愛捉弄他的小鐵一伙人，私下稱呼他們為「惡魔少年軍團」。
- 招牌動作是雙手豎起小姆指、雙腿內八字、扭動身軀模樣走在路上。
- 口頭禪是「啦姆～」。
- 衣服、腰帶...等物品上都有星形的圖案。
- 曾經表示自己有不穿內褲的習慣。
- 屁股有夾住東西的能力。
- 出乎意料地容易和低年級的小孩子打成一片。
- 和櫻約會時總是風波連連。
- 是作者浜岡賢次最愛的角色之一。

※初登場集數：第1集第6發
桃子
- 櫻的班上同學，是個喜歡摔角有些男孩子氣的女學生，對於櫻的男朋友花丸木有點不以為然。

※初登場集數：第12集第175發

### 浦安市的市民們

#### 漫畫家們
十三樓 陽台
- 以「恐怖的鈴鼓」聲名大噪、但之後作品水準直直落的恐怖漫畫家。
- 作畫風格是非市場主流的詭異怪奇風格。為了突破以往的畫風內容而作過不少新嘗試，如：運動類型漫畫、搞笑四格、紙畫劇．．．等等但都不成功。
- 個人公寓內部凌亂且充滿著奇怪的驅魔器具（他自稱小時被吸血鬼咬過）。
- 曾被已逝的漫畫之神「手塚治虫」顯靈勸告他說不要再畫漫畫了。

※初登場集數：第5集64發
腦田 達規
- 住在阿德家隔壁的開朗陽光少年漫畫家。
- 十三階段曾打工當他的助手，之後被十三階段搞砸他的作品後昏倒送醫。
- 角色造型來源是漫畫「GET!足球王」與「頂尖電器王（日语：おまかせ! ピース電器店）」的作者能田達規。

※初登場集數：第6集84發
樋口 和彥
- 先前曾是十三階段陽台的助手，現今為暢銷漫畫「京田郎」的作者。
- 個人說話語氣有些瞧不起人的感覺，之後被十三階段搞砸他的作品後兩人師徒關係從此畫下句點。
- 角色造型來源是作者浜岡賢次的前任助手樋田和彥（日语：樋田和彥）（他的個人作品是「京四郎（日语：京四郎）」）。

※初登場集數：第16集232發
大王 大王
- 漫畫週刊「週刊少年Champion」的總編輯，常常對十三階段詭異又不討喜的漫畫作品發脾氣。

※初登場集數：第5集64發

#### 醫生們
新日本接骨院
- 使用摔角技巧來矯正病患肢體的接骨醫院，有和摔角手藤原喜明（日语：藤原喜明）相似的院長。

※初登場集數：第3集43發
醫生
- 治療服雄的冰棒症候群和阿仁因玩摔角而手骨折的大夫。
- 臉蛋跟飾演急診室的春天的影星喬治·克隆尼一樣。

※初登場集數：第14集201發

#### 警察們
大谷 暑司
- 性格易激動的熱血警官。
- 原先是某間學校教師，因強迫學生陪他玩危險的生存遊戲而被免職（是突破佈滿鐵絲網、爆破地雷區域的遊戲）。
- 角色造型來源是前任FMW（日语：FMW）摔角手兼國會參議員的大仁田厚（日语：大仁田厚）。

※初登場集數：第4集53發
江戶紫 桃代
- 脾氣火爆的交通女警、人稱「惡婆」，一被挑釁就絕對要還手才善罷干休。
- 一喝牛奶就可以把體力全爆發出來（時速60公里的車都能追上）。
- 角色造型來源是女子摔角手黑金剛（日语：アジャ・コング）。

※初登場集數：第5集74發
愛
- 年輕的後輩女警，江戶紫桃代對她很溫柔。

※初登場集數：第5集74發

#### 小偷們
大五郎
- 曾犯下82項前科的小偷，打算趁小鐵家裡大人不在時闖空門。
- 誤食小鐵亂做出來的三明治( 土司+牙膏+納豆+正露丸 )後嘔吐暈眩倒地。

※初登場集數：第1集11發
太田一家
- 日本第一喜愛怪盜魯邦三世的家庭，家族全身上下打伴都是魯邦風。
- 寄宿小鐵家一晚後把小鐵家全部的東西都摸走。

※初登場集數：第26集380發

#### 靈異相關人士
兒寶 愛子
- 能看到幽靈、常常感應到幽靈存在而手臂雞皮疙瘩的驅魔靈媒。
- 驅魔的方式是運用各種摔角技巧來打擊被幽靈附身的人士，讓幽靈感到痛苦而離開附身者（如：除靈炸彈摔、除靈腳跟落下技、除靈飛彈踢）。
- 角色來源是已逝的日本靈媒宜保愛子（日语：宜保愛子）。
- 中文動畫版將其姓名更改為「三途野川靈子」。

※初登場集數：第2集26發
稻川 淳
- 喜愛靈異現象、走訪鬧鬼區域的節目製作家。
- 雖然努力地尋找靈異題材，但結果老是錯誤百出。
- 常常把阿仁母子誤認為實際的幽靈母子。
- 角色來源是靈異節目主持人稻川淳二（日语：稻川淳二）。

※初登場集數：第6集85發

#### 寺廟住持們
波塞冬 笠原
- 脾氣火爆 & 光頭的「激怒神社」住持，最喜愛的東西是香油錢。
- 他神社裡的許願箱非千圓大鈔不得投入。(會被他直接轟出去)
- 有飼養一頭脾氣和他一樣差的狗；及一位臉蛋與他一樣老氣的孫子。
- 角色姓氏取自希臘神話海神波賽頓。

※初登場集數：第3集32發
阿仁家隔壁的住持
- 本名「吉田小」，住在阿仁家旁、管理阿仁家隔壁墓場的住持。
- 身懷武術絕活；對於阿仁母子老是偷貢品的行為相當不滿，與阿仁媽有過激烈的對決。
- 「元氣！抓狂一族」第6集第87寶再度回歸。

※初登場集數：第23集335發

#### 摔角格鬥家、相撲手們
石川
- 浦安市「プチ柔道館」的柔道家。曾制服密西西比州5公尺長的鱷魚。
- 被大鐵在陰錯陽差的情況下擊敗。

※初登場集數：第9集126發
若松
- 浦安市「プチ柔道館」的柔道家。曾制服中國景陽崗上的猛虎。
- 被大鐵在陰錯陽差的情況下擊敗。

※初登場集數：第9集126發
谷津
- 浦安市「プチ柔道館」的館長。曾制服非洲草原上重達6公噸的大象。
- 被大鐵在陰錯陽差的情況下擊敗。

※初登場集數：第9集126發
阿布多拉‧布恰
- 擅長以指尖突刺對手的喉嚨；並以叉子作為兇器供擊的摔角手。
- 在抓狂一族27集裡、與大鐵老爸在小鐵親手打造的摔角擂台上較勁。

※初登場集數：第2集29發
大巨人
- 在一場比賽中受到嚴重攻擊而喪失記憶的208CM巨大摔角手，之後被小鐵當做是他的手下。
- 他只要一聽到小鐵的塑膠直笛聲，就會立刻趕到小鐵身旁。
- 口頭禪是「叭叭」。
- 角色造型來源是已逝的名摔角手巨人馬場。

※初登場集數：第7集92發
橋友 信也
- 拿下1WGP冠軍腰帶的摔角手，私下是個性單純、疼愛兒子的爸爸。
- 喜愛拿自己奪下的腰帶和其它人做比賽打賭的賭注。
- 他的兒子橋友真廣和裕太唸同一間幼稚園；也是同班同學。
- 角色造型來源是已逝的摔角手橋本真也。

※初登場集數：第17集247發
小田 輪
- 打敗橋友信也、讓橋友戰敗提前退休的選手。
- 角色造型來源是格鬥家小川直也。

※初登場集數：第26集375發
班賽
- 美國德洲佬造型的摔角手，拿手招式是金臂勾。
- 14秒內打敗花丸木。
- 退休後住在浦安旁的市川市。
- 角色造型來源是摔角手史坦·漢森。

※初登場集數：第12集175發
前往兩國的相撲選手
- 想去兩國的相撲力士;而搭上大鐵計程車的乘客。
- 吃了70人份牛肉飯導致大鐵計程車爆胎。

※初登場集數：第17集242發
玉子山
- 向小鐵一伙打賭說只要把他推跌倒就有一百萬的相撲力士。
- 最後被田中用詛咒人偶造成膝蓋骨折而倒下。
- 口頭禪是語句末加上「~乃花」。

※初登場集數：第26集383發

#### 浦安市的餐館
加藤茶拉麵店
- 諧星加藤茶在浦安開設的拉麵店。

※初登場集數：第1集第8發
各壽司一律10圓的回轉壽司屋
- 美國芝加哥愛護動物團體部長在浦安市開設的回轉壽司屋；館內任何壽司一律10圓。
- 店內的壽司種類都是走美式風格。如：巧克力壽司、薯條壽司、肯德基炸雞腿壽司‧‧‧。
- 因為老闆本身是愛護動物團體部長；所以反對現殺生魚做成壽司。﹝但本人極度討厭昆蟲﹞

※初登場集數：第2集第17發
剛龍馬居酒屋
- 雇用畑松五郎做店內服務生的居酒屋。
- 老闆的臉蛋跟摔角手剛龍馬神似。

※初登場集數：第3集第35發
超級水餃拉麵店
- 以半小時內吃完超級水餃就有10萬日圓做為噱頭的拉麵店。險被服雄踢館成功。

※初登場集數：第7集第90發

#### 小嬰兒們
兇惡六胞胎
- 個性兇狠野蠻的六胞胎嬰兒（他們的頭上印有依序1~6的號碼）。
- 會對眼前的任何人進行暴力攻擊，但不知何種原因對阿仁特別友善。
- 曾挾持一間托兒所裡的全部嬰兒，最後被裕太打敗。

※初登場集數：第7集96發
暮石 廣
- 號稱400戰全勝的格鬥嬰兒、曾以腕部逆十字固定技打敗花子，但被小茜的弟弟用捏臉的招式打敗。
- 角色造型來源是格鬥家利克森·葛瑞西。

※初登場集數：第25集369發
中村 傑特
- 老虎軍團團長竹西的弟弟，與哥哥組成「沙堆擾亂者」來妨礙公園裡的小嬰兒玩沙。
- 腦筋跟他哥一樣不太好（會抓他養的吉娃娃拉的屎來吃）。

※初登場集數：第4集57發

##### 嬰兒決鬥賽
於浦安公園舉辦的嬰兒決鬥比賽，只要未滿10個月的嬰兒皆可參加。
岸 太郎
- 9個月大，在嬰兒決鬥賽中稱號為關脇。出拳挑釁裕太卻被裕太一拳擊敗。

※初登場集數：第3集42發
野呂井 死郎
- 6個月大，6月6日6點出生的嬰兒，綽號達米安。他有一臉的邪惡氣息，只要與他對目的嬰兒都會嚇得大哭，但和裕太對望時反而被裕太一臉的殺氣嚇哭。

※初登場集數：第3集42發
丸山 千秋
- 嬰兒決鬥賽的王者，綽號平成的大魔神。體重22公斤、才8個月就能自行走路，與裕太對決時被裕太使用DDT + 腕部逆十字固定技給打敗。

※初登場集數：第3集42發

#### 其它的小學生
敵烈 藤男
- 小茜幼稚園的同學，喜歡製作奇怪的發明。
- 表情消瘦陰沉、個性險惡又有心機（在續作「元祖！抓狂一族」改成圓潤的臉；性格也較明朗）。
- 閒暇時和父親一起經營家電行的業務（他老爸號稱能跟任何電器作心靈感應）。
- 角色造型來源是動漫畫「奇天烈大百科」的主角木手英一。

※初登場集數：第5集62發
珍寶黑猩猩
- 名字簡稱 「G.J.G（Great Jambo Gorilla）」。
- 是身高將近兩層樓高，行為粗魯但個性單純的小學生。
- 常被敵烈藤男騙去用他奇怪又沒用的發明。
- 角色來源是動漫畫「奇天烈大百科」的熊田薰（大猩猩）。

※初登場集數：第5集62發
岸口（日版原名陰口）
- 超級無敵大暴龍的朋友，常向大暴龍提餿主意。
- 角色來源是動漫畫「奇天烈大百科」的尖浩二（冬冬）。

※初登場集數：第5集62發
不二矢 大食子
- 一吃東西就無法停止、一臉詭異表情的恐怖大胃王。
- 轉動她頭上的蝴蝶結會把肚裡的東西全部吐出來。
- 角色造型來源是日本糖果公司不二家的吉祥物「牛奶妹Peko-Chan（日语：ペコちゃん）」。

※初登場集數：第9集133發

#### 婦人們
柳梅
- 公園裡的「嬰兒格鬥賽」會長。
- 她個人相當看好裕太，認為他是難得一見的格鬥嬰兒奇才。

※初登場集數：第3集42發
大福 星子
- 與丈夫結婚半年後離婚、現今拼命打工掙錢的大鼻子歐巴桑。
- 擁有一身靈活的好身手，喜愛做出各種高難度、動作電影般的危險行為。
- 常常戲弄妹妹佐茂飯禁子。
- 角色造型來源是動作電影明星成龍。

※初登場集數：第25集371發
佐茂飯 禁子
- 外型肥胖但動作相當靈活的歐巴桑。
- 常常受到姐姐大福星子的捉弄。
- 和小鐵的媽媽順子關係不錯。
- 角色造型來源是動作電影明星洪金寶。

※初登場集數：第28集414發

#### 老年人們
畑松五郎
- 住在小鐵家隔壁的鄰君，是喜愛動物、討厭人類（尤其是年輕人）的單身老人。口頭禪為「動物萬歲」。
- 在自宅裡飼養各種動物（他把肉食和草食動物都混在一起飼養），並把家取名叫「松五郎王國」。
- 雖然喜愛動物但因為沒錢；所以也常直接把自己的動物叫去做奇怪的表演掙錢。甚至還試圖割下象牙賺錢。
- 為了賺取動物飼料費在日本料理店打工，卻因為討厭人類吃動物的行為當場在店裡鬧事，不到一天就被老闆開除。
- 被壽司店老闆開除後，從前者手裡取得彩券，幸運地獲得一千萬元的彩金，卻不顧動物們的飼料費見底而購買貓熊飼養。
- 經常被其飼養的動物以各種形式攻擊。
- 小鐵等人的校長曾委託其讓學童親近並學習動物的知識，但最後因為五郎執意在浦安舉辦奔牛節而引起騷動不得不作罷。
- 角色造型來源是作家兼動物節目主持人畑正憲。
- 中文配音動畫版將其姓名更改為「牛松虎五郎」，說話時帶有大陸口音。

※初登場集數：第1集16發
加藤與志村
- 童心未泯的一對老人搭檔；常常因迷糊的個性鬧出一堆事。
- 角色造型來源是諧星加藤茶與志村健。

※初登場集數：第9集124發
鬍子爺爺
- 喜愛小孩子的和藹老爺爺，小朋友跟他理髮只收50日圓。

※初登場集數：第25集363發
古代 龜
- 復仇心極強的92歲老婆婆，只要被一招惹便會窮追不捨地復仇。
- 她的家人成員和國民動畫「蠑螺小姐」的家人造型一樣。

※初登場集數：第26集387發

#### 外國人們
勞勃狄米諾
- 來浦安迪士尼樂園遊玩後迷路的國際巨星演員，在不知如何是好的情況下和小鐵一行人混在一起，小鐵稱呼他為「湯米」。
- 角色造型來源是影星勞勃·狄尼洛。

※初登場集數：第14集193發
某國的副總統
- 從8800公尺上空的飛機墜落卻無事的副總統，擁有遭預任何災害仍能化險為夷的強運。
- 角色造型來源是影星哈里遜福特。

※初登場集數：第24集349發
史蒂芬·史匹伯伯
- 擁有一顆赤子之心的國際大導演。為了遊玩迪士尼樂園來到了浦安。
- 角色造型來源是名導演史蒂芬·史匹柏。

※初登場集數：第31集462發

#### 政治人物
國會議員
- 戽斗、經常便秘，但一拉屎拉出來的量可是恐怖的多（每次拉屎時都會大喊「GOOD」）。就連腳臭也能薰昏人，被法子戲稱「人體兇器」。
- 拉出來的巨屎曾沖壞小鐵家馬桶、河川上的遊船、百貨公司頂樓、噴射客機、遊樂園摩天輪．．．等等不備繁載。
- 本身除了就任日本眼鏡蛇黨（日本コブラ党）議員外；還兼任超新日本摔角協會會長。
- 角色造型來源是日本參議院前議員兼名摔角手安東尼奧·豬木（動畫版則是約翰·韋恩）。

※初登場集數：第1集13發
浦安市長
- 浦安市的大家長，也是「浦安最強市民選拔賽」的主辦人。
- 角色造型來源是實際的浦安市長松崎秀樹。

※初登場集數：第20集297發

#### 其它人物
谷村 信司
- 廣受主婦們喜愛的歌手，也是阿仁媽最愛的偶像。
- 角色造型來源是歌星谷村新司。

※初登場集數：第3集37發
鬼豚 毒象
- 以暴力手段強迫推銷報紙的銷售員（一次訂購要早、中、晚各60份以上）。
- 推銷過小鐵家、小茜家及阿德家，但最後都失敗了。

※初登場集數：第3集44發
星野 虎吉
- 自稱「山坡衝浪高手」的青年（實際上不過是把紙箱墊在斜坡上往下滑）。
- 夢想是從浦安公園裡最高的山坡往下衝。

※初登場集數：第4集50發
水野 亮晶晶
- 喜愛各種電影、並強迫拉人陪同他一同觀賞的電影院老闆。
- 角色造型來源是已逝的電影評論家水野晴郎（日语：水野晴郎）。

※初登場集數：第13集192發
難波 灣
- 對於數字「1」有特別執著的喜愛、認為數字「1」只有他自己能用的大叔。
- 職業是用棒球裡頭「稻草人打擊法」來打棉被的師傅。
- 最討厭的數字是「3」（日本棒球先生長嶋茂雄的號碼）。
- 角色造型來源是棒球名人王貞治。

※初登場集數：第8集104發
皮諾丘木偶店老闆
- 和晴郎交情不錯的木偶店老闆，不論做什麼木偶都一律會加上一個長鼻子。
- 長相和迪士尼動畫「木偶奇遇記」的木偶師傅Geppetto一樣。

※初登場集數：第8集114發
吉田
- 資深的鑑定士，夢想是評價全地球物品的價格。
- 小鐵被他評價只值2日圓。

※初登場集數：第12集169發
卡里卡里博士
- 常變魔術給小孩子們看的大叔，但表演過程常常出槌。

※初登場集數：第20集283發
岩坪理江
- 動畫原創，是個相當漂亮的女孩子，偶爾會出來為觀眾解說事物。
- 名子與小鐵的配音員岩坪理江同名同姓。
- 中文動畫配音版則更名為其中文版配音員郭馨雅的名字。

## 出版書籍
抓狂一族
長鴻是以新裝版名義代理。
| 冊數 | 秋田書店       | 秋田書店               | 長鴻出版社     | 長鴻出版社           | 玉皇朝        | 玉皇朝 |
| 冊數 | 發售日期       | ISBN                   | 發售日期       | EAN                  | 發售日期      | ISBN   |
| ---- | -------------- | ---------------------- | -------------- | -------------------- | ------------- | ------ |
| 1    | 1993年6月25日  | ISBN 978-4-253-05434-8 | 2009年9月14日  | EAN 471-1552-44606-7 |               |        |
| 2    | 1993年10月29日 | ISBN 978-4-253-05435-5 | 2009年10月1日  | EAN 471-1552-44607-4 |               |        |
| 3    | 1994年2月3日   | ISBN 978-4-253-05436-2 | 2009年10月15日 | EAN 471-1552-44608-1 |               |        |
| 4    | 1994年6月2日   | ISBN 978-4-253-05437-9 | 2009年10月30日 | EAN 471-1552-44609-8 |               |        |
| 5    | 1994年9月16日  | ISBN 978-4-253-05438-6 | 2009年11月12日 | EAN 471-1552-44610-4 |               |        |
| 6    | 1994年12月9日  | ISBN 978-4-253-05439-3 | 2009年11月30日 | EAN 471-1552-44611-1 |               |        |
| 7    | 1995年4月14日  | ISBN 978-4-253-05440-9 | 2009年12月16日 | EAN 471-1552-44612-8 |               |        |
| 8    | 1995年7月6日   | ISBN 978-4-253-05441-6 | 2010年1月5日   | EAN 471-1552-44613-5 |               |        |
| 9    | 1995年10月13日 | ISBN 978-4-253-05442-3 | 2010年1月15日  | EAN 471-1552-44614-2 |               |        |
| 10   | 1995年12月22日 | ISBN 978-4-253-05443-0 | 2010年2月4日   | EAN 471-1552-44615-9 |               |        |
| 11   | 1996年5月17日  | ISBN 978-4-253-05444-7 | 2010年3月9日   | EAN 471-1552-44616-6 |               |        |
| 12   | 1996年9月6日   | ISBN 978-4-253-05445-4 | 2010年4月22日  | EAN 471-1552-44617-3 |               |        |
| 13   | 1996年12月11日 | ISBN 978-4-253-05446-1 | 2010年6月12日  | EAN 471-1552-44618-0 |               |        |
| 14   | 1997年3月14日  | ISBN 978-4-253-05447-8 | 2010年7月6日   | EAN 471-1552-44619-7 |               |        |
| 15   | 1997年7月18日  | ISBN 978-4-253-05448-5 | 2010年8月25日  | EAN 471-1552-44620-3 |               |        |
| 16   | 1997年12月5日  | ISBN 978-4-253-05449-2 | 2010年9月29日  | EAN 471-3469-35496-1 |               |        |
| 17   | 1998年3月6日   | ISBN 978-4-253-05450-8 | 2010年10月19日 | EAN 471-3469-35497-8 |               |        |
| 18   | 1998年7月4日   | ISBN 978-4-253-05451-5 | 2010年11月9日  | EAN 471-3469-35498-5 |               |        |
| 19   | 1998年10月16日 | ISBN 978-4-253-05452-2 | 2010年12月1日  | EAN 471-3469-35499-2 |               |        |
| 20   | 1999年1月8日   | ISBN 978-4-253-05453-9 | 2010年12月31日 | EAN 471-3469-35500-5 |               |        |
| 21   | 1999年4月8日   | ISBN 978-4-253-05751-6 | 2011年3月8日   | EAN 471-3469-35827-3 |               |        |
| 22   | 1999年7月15日  | ISBN 978-4-253-05752-3 | 2011年3月31日  | EAN 471-3469-35950-8 |               |        |
| 23   | 1999年11月4日  | ISBN 978-4-253-05753-0 | 2011年5月10日  | EAN 471-6814-19030-6 |               |        |
| 24   | 2000年2月24日  | ISBN 978-4-253-05754-7 | 2011年5月24日  | EAN 471-6814-19090-0 |               |        |
| 25   | 2000年6月15日  | ISBN 978-4-253-05755-4 | 2011年6月28日  | EAN 471-6814-19187-7 |               |        |
| 26   | 2000年10月12日 | ISBN 978-4-253-05756-1 | 2011年8月17日  | EAN 471-6814-19188-4 |               |        |
| 27   | 2001年2月8日   | ISBN 978-4-253-05757-8 | 2011年8月24日  | EAN 471-6814-19301-7 |               |        |
| 28   | 2001年6月14日  | ISBN 978-4-253-05758-5 | 2011年9月6日   | EAN 471-6814-19313-0 | 2002年3月4日  |        |
| 29   | 2001年10月11日 | ISBN 978-4-253-05759-2 | 2011年9月20日  | EAN 471-6814-19370-3 | 2002年4月26日 |        |
| 30   | 2002年2月21日  | ISBN 978-4-253-05760-8 | 2011年10月5日  | EAN 471-6814-19423-6 | 2002年6月28日 |        |
| 31   | 2002年5月2日   | ISBN 978-4-253-05762-2 | 2011年11月4日  | EAN 471-6814-19485-4 | 2002年9月27日 |        |

元祖！抓狂一族
| 冊數 | 秋田書店       | 秋田書店               | 長鴻出版社     | 長鴻出版社           | 玉皇朝         | 玉皇朝 |
| 冊數 | 發售日期       | ISBN                   | 發售日期       | EAN                  | 發售日期       | ISBN   |
| ---- | -------------- | ---------------------- | -------------- | -------------------- | -------------- | ------ |
| 1    | 2002年9月5日   | ISBN 978-4-253-20301-2 | 2002年12月20日 | EAN 471-0765-17158-2 | 2002年12月30日 |        |
| 2    | 2003年1月23日  | ISBN 978-4-253-20302-9 | 2003年5月5日   | EAN 471-0765-17517-7 | 2003年3月26日  |        |
| 3    | 2003年4月24日  | ISBN 978-4-253-20303-6 | 2003年8月7日   | EAN 471-0765-17647-1 | 2003年7月2日   |        |
| 4    | 2003年8月21日  | ISBN 978-4-253-20304-3 | 2003年10月30日 | EAN 471-0765-17987-8 | 2003年10月8日  |        |
| 5    | 2003年12月25日 | ISBN 978-4-253-20305-0 | 2004年1月29日  | EAN 471-0765-18200-7 | 2004年2月18日  |        |
| 6    | 2004年4月28日  | ISBN 978-4-253-20306-7 | 2004年6月9日   | EAN 471-0765-18561-9 | 2004年5月27日  |        |
| 7    | 2004年8月26日  | ISBN 978-4-253-20307-4 | 2004年10月22日 | EAN 471-0765-18926-6 | 2004年9月28日  |        |
| 8    | 2004年11月11日 | ISBN 978-4-253-20308-1 | 2005年2月18日  | EAN 471-0765-19236-5 | 2005年1月18日  |        |
| 9    | 2005年3月8日   | ISBN 978-4-253-20309-8 | 2005年6月23日  | EAN 471-0765-19596-0 | 2005年4月26日  |        |
| 10   | 2005年6月8日   | ISBN 978-4-253-20310-4 | 2005年8月17日  | EAN 471-0765-19800-8 | 2005年8月4日   |        |
| 11   | 2005年10月8日  | ISBN 978-4-253-20311-1 | 2006年2月10日  | EAN 471-0765-20229-3 | 2005年12月28日 |        |
| 12   | 2006年2月8日   | ISBN 978-4-253-20312-8 | 2006年5月15日  | EAN 471-0765-20487-7 | 2006年4月7日   |        |
| 13   | 2006年6月8日   | ISBN 978-4-253-20313-5 | 2006年9月23日  | EAN 471-0765-20854-7 | 2006年7月19日  |        |
| 14   | 2006年9月8日   | ISBN 978-4-253-20314-2 | 2007年1月3日   | EAN 471-0765-21116-5 | 2006年10月19日 |        |
| 15   | 2007年1月9日   | ISBN 978-4-253-20315-9 | 2007年4月18日  | EAN 471-0765-21066-3 | 2007年2月21日  |        |
| 16   | 2007年5月8日   | ISBN 978-4-253-20316-6 | 2007年7月24日  | EAN 471-0765-21565-1 | 2007年6月28日  |        |
| 17   | 2007年9月7日   | ISBN 978-4-253-20317-3 | 2007年11月21日 | EAN 471-0765-21927-7 | 2007年10月26日 |        |
| 18   | 2007年12月7日  | ISBN 978-4-253-20318-0 | 2008年1月19日  | EAN 471-2805-82149-5 | 2008年2月25日  |        |
| 19   | 2008年5月8日   | ISBN 978-4-253-20319-7 | 2008年7月11日  | EAN 471-2805-82557-8 | 2008年         |        |
| 20   | 2008年8月8日   | ISBN 978-4-253-20320-3 | 2008年10月15日 | EAN 471-2805-82790-9 | 2008年11月27日 |        |
| 21   | 2008年11月7日  | ISBN 978-4-253-20321-0 | 2008年12月22日 | EAN 471-1552-44015-7 | 2009年1月29日  |        |
| 22   | 2009年3月6日   | ISBN 978-4-253-20322-7 | 2009年4月20日  | EAN 471-1552-44279-3 | 2009年6月2日   |        |
| 23   | 2009年7月8日   | ISBN 978-4-253-20323-4 | 2009年8月15日  | EAN 471-1552-44555-8 | 2009年9月1日   |        |
| 24   | 2009年10月8日  | ISBN 978-4-253-20324-1 | 2009年11月24日 | EAN 471-1552-44825-2 | 2009年12月16日 |        |
| 25   | 2010年1月8日   | ISBN 978-4-253-20325-8 | 2010年3月4日   | EAN 471-3469-35043-7 | 2010年4月14日  |        |
| 26   | 2010年6月8日   | ISBN 978-4-253-20326-5 | 2010年8月3日   | EAN 471-3469-35394-0 | 2010年7月30日  |        |
| 27   | 2010年11月8日  | ISBN 978-4-253-20327-2 | 2011年1月26日  | EAN 471-3469-35866-2 | 2011年2月2日   |        |
| 28   | 2011年1月7日   | ISBN 978-4-253-20328-9 | 2011年4月16日  | EAN 471-3469-35995-9 | 2011年3月30日  |        |

元氣！抓狂一族
| 冊數 | 秋田書店      | 秋田書店               | 長鴻出版社     | 長鴻出版社             | 玉皇朝         | 玉皇朝                 |
| 冊數 | 發售日期      | ISBN                   | 發售日期       | EAN                    | 發售日期       | ISBN                   |
| ---- | ------------- | ---------------------- | -------------- | ---------------------- | -------------- | ---------------------- |
| 1    | 2011年3月8日  | ISBN 978-4-253-20329-6 | 2011年8月11日  | EAN 471-6814-19231-7   | 2011年5月30日  | ISBN 978-988-8089-00-0 |
| 2    | 2011年8月8日  | ISBN 978-4-253-20330-2 | 2011年10月24日 | EAN 471-6814-19412-0   | 2011年10月31日 | ISBN 978-988-8127-86-3 |
| 3    | 2011年12月8日 | ISBN 978-4-253-20336-4 | 2012年2月21日  | EAN 471-6814-19778-7   | 2012年2月20日  | ISBN 978-988-8128-39-6 |
| 4    | 2012年4月6日  | ISBN 978-4-253-21740-8 | 2012年7月14日  | EAN 471-5409-85090-8   | 2012年6月14日  | ISBN 978-988-8168-11-8 |
| 5    | 2012年7月6日  | ISBN 978-4-253-21286-1 | 2012年10月16日 | EAN 471-5409-85384-8   | 2012年9月25日  | ISBN 978-988-8168-61-3 |
| 6    | 2012年11月8日 | ISBN 978-4-253-21287-8 | 2013年2月5日   | EAN 471-5409-85626-9   | 2013年2月7日   | ISBN 978-988-8169-42-9 |
| 7    | 2013年2月8日  | ISBN 978-4-253-21288-5 | 2013年6月8日   | EAN 471-5409-85864-5   | 2013年5月25日  | ISBN 978-988-8169-83-2 |
| 8    | 2013年7月8日  | ISBN 978-4-253-21289-2 | 2013年11月20日 | EAN 471-5409-86151-5   | 2013年9月11日  | ISBN 978-988-8251-44-5 |
| 9    | 2013年10月8日 | ISBN 978-4-253-21290-8 | 2014年8月16日  | EAN 471-5409-86390-8   | 2014年1月18日  | ISBN 978-988-8252-05-3 |
| 10   | 2014年2月7日  | ISBN 978-4-253-21293-9 | 2015年2月14日  | EAN 471-5409-86918-4   | 2014年5月1日   | ISBN 978-988-1327-88-8 |
| 11   | 2014年8月8日  | ISBN 978-4-253-21294-6 | 2016年2月16日  | EAN 471-5409-87641-0   | 2014年9月30日  | ISBN 978-988-8302-59-8 |
| 12   | 2014年10月8日 | ISBN 978-4-253-21295-3 | 2017年8月16日  | EAN 471-3006-54088-8   | 2014年11月20日 | ISBN 978-988-8302-74-1 |
| 13   | 2014年12月8日 | ISBN 978-4-253-21296-0 | 2019年1月16日  | EAN 471-3006-54202-8   | 2015年3月6日   | ISBN 978-988-8302-99-4 |
| 14   | 2015年4月8日  | ISBN 978-4-253-21297-7 | 2019年8月7日   | EAN 471-3006-54237-0   | 2015年6月27日  | ISBN 978-988-8326-47-1 |
| 15   | 2015年8月7日  | ISBN 978-4-253-21298-4 | 2019年10月16日 | EAN 471-3006-54238-7   | 2015年9月25日  | ISBN 978-988-8326-82-2 |
| 16   | 2016年1月8日  | ISBN 978-4-253-21299-1 | 2019年12月18日 | EAN 471-3006-54244-8   | 2016年3月      | ISBN 978-988-8379-27-9 |
| 17   | 2016年4月8日  | ISBN 978-4-253-21300-4 | 2020年8月19日  | EAN 471-3006-54251-6   | 2016年5月      | ISBN 978-988-8379-46-0 |
| 18   | 2016年8月8日  | ISBN 978-4-253-21303-5 | 2022年8月17日  | ISBN 978-6-260-06903-2 | 2016年9月5日   | ISBN 978-988-8379-75-0 |
| 19   | 2016年12月8日 | ISBN 978-4-253-21304-2 | 2022年10月19日 | ISBN 978-6-260-07074-8 | 2017年1月3日   | ISBN 978-988-8379-98-9 |
| 20   | 2017年3月8日  | ISBN 978-4-253-21305-9 | 2022年12月28日 | ISBN 978-6-260-07296-4 | 2017年5月      | ISBN 978-988-8436-19-4 |
| 21   | 2017年6月8日  | ISBN 978-4-253-21306-6 | 2023年2月16日  | ISBN 978-6-260-07339-8 | 2017年9月      | ISBN 978-988-8436-52-1 |
| 22   | 2017年10月6日 | ISBN 978-4-253-21307-3 | 2023年5月3日   | ISBN 978-6-260-07648-1 | 2017年12月23日 | ISBN 978-988-8436-86-6 |
| 23   | 2018年2月8日  | ISBN 978-4-253-21308-0 | 2023年8月16日  | ISBN 978-6-260-07869-0 | 2018年3月21日  | ISBN 978-988-8507-09-2 |
| 24   | 2018年6月8日  | ISBN 978-4-253-21309-7 | 2025年5月14日  | ISBN                   | 2018年8月31日  | ISBN 978-988-8507-59-7 |

超絕！抓狂一族
| 冊數 | 秋田書店      | 秋田書店               | 長鴻出版社    | 長鴻出版社 | 玉皇朝         | 玉皇朝                 |
| 冊數 | 發售日期      | ISBN                   | 發售日期      | EAN        | 發售日期       | ISBN                   |
| ---- | ------------- | ---------------------- | ------------- | ---------- | -------------- | ---------------------- |
| 1    | 2018年10月5日 | ISBN 978-4-253-22921-0 | 2023年2月16日 |            | 2019年2月25日  | ISBN 978-988-8584-03-1 |
| 2    | 2019年1月8日  | ISBN 978-4-253-22922-7 |               |            | 2019年7月26日  | ISBN 978-988-8584-54-3 |
| 3    | 2019年5月8日  | ISBN 978-4-253-22923-4 |               |            | 2019年10月25日 | ISBN 978-988-8584-75-8 |
| 4    | 2019年10月8日 | ISBN 978-4-253-22924-1 |               |            | 2019年12月4日  | ISBN 978-988-8584-86-4 |
| 5    | 2019年12月6日 | ISBN 978-4-253-22925-8 |               |            | 2020年2月24日  | ISBN 978-988-8671-11-3 |
| 6    | 2020年4月8日  | ISBN 978-4-253-22926-5 |               |            | 2020年11月13日 | ISBN 978-4-253-22925-8 |
| 7    | 2020年8月20日 | ISBN 978-4-253-22927-2 |               |            | 2022年2月21日  |                        |
| 8    | 2020年12月8日 | ISBN 978-4-253-22928-9 |               |            | 2022年8月10日  | ISBN 978-988-8783-50-2 |
| 9    | 2021年4月8日  | ISBN 978-4-253-22929-6 |               |            | 2023年5月8日   | ISBN 978-988-8821-98-3 |
| 10   | 2021年7月8日  | ISBN 978-4-253-22930-2 |               |            |                |                        |
| 11   | 2021年11月8日 | ISBN 978-4-253-22931-9 |               |            |                |                        |
| 12   | 2022年3月8日  | ISBN 978-4-253-22932-6 |               |            |                |                        |
| 13   | 2022年7月7日  | ISBN 978-4-253-22933-3 |               |            |                |                        |
| 14   | 2022年11月8日 | ISBN 978-4-253-22934-0 |               |            |                |                        |
| 15   | 2023年2月8日  | ISBN 978-4-253-22935-7 |               |            |                |                        |
| 16   | 2023年6月8日  | ISBN 978-4-253-22936-4 |               |            |                |                        |
| 17   | 2023年9月7日  | ISBN 978-4-253-22937-1 |               |            |                |                        |
| 18   | 2024年1月5日  | ISBN 978-4-253-22938-8 |               |            |                |                        |
| 19   | 2024年5月8日  | ISBN 978-4-253-22939-5 |               |            |                |                        |
| 20   | 2024年9月6日  | ISBN 978-4-253-22940-1 |               |            |                |                        |
| 21   | 2025年1月8日  | ISBN 978-4-253-28601-5 |               |            |                |                        |
| 22   | 2025年4月8日  | ISBN 978-4-253-28602-2 |               |            |                |                        |
| 23   | 2025年8月7日  | ISBN 978-4-253-28603-9 |               |            |                |                        |

### 其它書籍
- 元寶！抓狂一族（お宝!浦安鉄筋家族）：收錄單行本上未刊出的作品。

| 冊數 | 秋田書店     | 秋田書店               | 長鴻出版社    | 長鴻出版社           | 玉皇朝        | 玉皇朝                 |
| 冊數 | 發售日期     | ISBN                   | 發售日期      | EAN                  | 發售日期      | ISBN                   |
| ---- | ------------ | ---------------------- | ------------- | -------------------- | ------------- | ---------------------- |
| 全   | 2008年5月8日 | ISBN 978-4-253-20287-9 | 2008年8月15日 | EAN 471-2805-82613-1 | 2008年8月12日 | ISBN 978-988-8002-52-8 |

- 抓狂一族~場外亂鬥大全究極角色圖鑑~（浦安鉄筋家族 場外乱闘大全究極キャラ図鑑）

| 冊數 | 秋田書店      | 秋田書店               | 長鴻出版社     | 長鴻出版社           |
| 冊數 | 發售日期      | ISBN                   | 發售日期       | EAN                  |
| ---- | ------------- | ---------------------- | -------------- | -------------------- |
| 全   | 2000年11月1日 | ISBN 978-4-25-305761-5 | 2013年10月19日 | EAN 471-5409-85967-3 |

- 抓狂一族全角色圖鑑（浦安鉄筋家族ALLキャラ図鑑）

| 冊數 | 秋田書店     | 秋田書店               |
| 冊數 | 發售日期     | ISBN                   |
| ---- | ------------ | ---------------------- |
| 全   | 2013年8月8日 | ISBN 978-4-25-320286-2 |

- 元祖！抓狂一族~全員爆笑遊戲書~（元祖!浦安鉄筋家族爆笑プレイングブック）

| 冊數 | 秋田書店     | 秋田書店               | 長鴻出版社    | 長鴻出版社           | 玉皇朝       | 玉皇朝 |
| 冊數 | 發售日期     | ISBN                   | 發售日期      | EAN                  | 發售日期     | ISBN   |
| ---- | ------------ | ---------------------- | ------------- | -------------------- | ------------ | ------ |
| 全   | 2008年7月8日 | ISBN 978-4-25-320348-7 | 2013年10月4日 | EAN 471-5409-86006-8 | 2013年8月2日 |        |

- 元祖！抓狂一族~爆笑4格劇場~（元祖!浦安鉄筋家族爆笑4コマ劇場）

| 冊數 | 秋田書店     | 秋田書店               | 長鴻出版社    | 長鴻出版社           | 玉皇朝        | 玉皇朝                 |
| 冊數 | 發售日期     | ISBN                   | 發售日期      | EAN                  | 發售日期      | ISBN                   |
| ---- | ------------ | ---------------------- | ------------- | -------------------- | ------------- | ---------------------- |
| 全   | 2010年4月8日 | ISBN 978-4-25-320288-6 | 2013年9月11日 | EAN 471-5409-85979-6 | 2010年7月30日 | ISBN 978-988-8048-84-7 |

## 電視動畫

### 第1季
於1998年6月30日到8月24日在日本TBS電視台播放，全33話。在台灣曾於衛視中文台上播放。

#### 原作相異處
- 畑松五郎名字更改成「牛松虎五郎」；嘴唇造型畫得較肥厚。
- 諾吉愛子名字更改成「三途野川靈子」；外觀則改胖婦人的造型。
- 國會議員臉蛋變得像約翰·韋恩；衣著也打扮成像西部牛仔。

#### 配音員
日本
- 大澤木小鐵、哈吉、岩坪理江：岩坪理江
- 大澤木大鐵：松山鷹志
- 大澤木順子：天野由梨
- 大澤木晴郎、春卷龍、丸山千秋：一条和矢
- 大澤木櫻、上田德、阿仁媽、法子媽：岡村明美
- 大澤木裕太、鈴木服雄、史塔基：大谷育江
- 大澤木金鐵、牛松虎五郎：坂東尚樹
- 土井津仁、十三樓陽台、國會議員、法子爸：石井康嗣
- 西川法子、角田辨慶：荒木香惠
- 菊池茜：小西寬子
- 梅星淚、長崎屋奈奈子：生駒治美
- 梅星球道：井上和彦
- 中村竹西：松本吉朗
- 火狐狸、服雄媽：中川玲
- 花丸木、服雄爸、地獄君：内藤玲
- 腦田達規：森訓久
- 大王：長島雄一
- 星野虎吉：上田祐司
- 三途野川靈子：巴菁子
- 柳梅：片岡富枝
- 旁白：ショッカーO野、第31篇旁白：松島實

台灣
- 大澤木小鐵：馮友薇（衛視中文台）／郭馨雅（東森電影台）
- 大澤木大鐵：林協忠（東森電影台）
- 大澤木順子：曾允凡（東森電影台）
- 大澤木晴郎：江志倫（東森電影台）
- 大澤木櫻：林凱羚（東森電影台）
- 大澤木金鐵：林協忠（東森電影台）
- 花丸木：江志倫（東森電影台）
- 春卷龍：林協忠（東森電影台）
- 旁白：陳旭昇（東森電影台）
- 西川法子：曾允凡（東森電影台）
- 菊池茜：曾允凡（東森電影台）
- 畑松五郎：江志倫（東森電影台）
- 國會議員：林協忠（東森電影台）

#### 製作人員
- 原作 - 浜岡賢次
- 綜合製作人 - 石川眞実
- 企劃 - 吉田啓良
- 企劃協力 - 源生哲雄、高橋宏和、池口和彦
- 編輯部擔當 - 伊藤純
- 人物設計 - 音地正行
- 美術監督 - 中村隆
- 攝影監督 - 吉田光伸
- 編輯 - 松村正宏
- 音樂 - 山本はるきち
- 音響監督 - 田中一也
- 音響制作 - DAX production
- 音樂制作 - East West Japan
- 動畫製作人 - 野口和紀
- 動畫製作 - STUDIO DEEN
- 監督、構成 - 大地丙太郎
- 文藝 - 鈴木あき子
- 監督補佐 - 宮崎なぎさ
- 色彩設定 - 松本真司
- 効果 - 奥田維城
- 製作 - TBS

#### 主題曲
〈夏日的幻影（ナツノマボロシ）〉（1發目－16發目）
塡詞：鈴木将人 / 作曲、編曲、主唱：SHEEP
〈I'll〜アイル〜〉（17發目－X發目）
塡詞：京 / 作曲：Dir en grey / 編曲：Dir en grey&KIYOSHI / 主唱：Dir en grey

#### 各話列表
| 話數   | 標題                   | 分鏡           | 演出       | 作画監督   | 播放日期       | 原作       | 收錄VHS | 收錄DVD |
| ------ | ---------------------- | -------------- | ---------- | ---------- | -------------- | ---------- | ------- | ------- |
| 1發目  | 我們這一家 （鼻毛な奴ら）        | 大地丙太郎     | 則座誠     | 波風立流   | 1998年 6月30日 | 1卷1       | VOL.1   | VOL.1   |
| 2發目  | 土井津仁 （ドイツ人）          | 八角哲夫       | 則座誠     | 波風立流   | 7月1日         | 1卷5       | VOL.1   | VOL.1   |
| 3發目  | 櫻看家記 （あんとんナッツ）          | 桜井弘明       | 則座誠     | 笠原彰     | 7月2日         | 1卷13      | VOL.1   | VOL.1   |
| 4發目  | 戒煙記 （大鉄トゥワイライト）            | 近藤信宏       | 則座誠     | 小林勝利   | 7月6日         | 1卷14      | VOL.1   | VOL.1   |
| 5發目  | 轉學生 （転校人）            | 近藤信宏       | 横山広行   | 河南正昭   | 7月7日         | 2卷2       | VOL.1   | VOL.1   |
| 6發目  | 旱鴨子 （沈む肉）            | 横山広行       | 横山広行   | 河南正昭   | 7月8日         | 2卷8       | VOL.1   | VOL.1   |
| 7發目  | 春卷龍 （春巻）            | そえたかずひろ | 横山広行   | 河南正昭   | 7月9日         | 3卷2       | VOL.1   | VOL.1   |
| 8發目  | 酒後吐真言 （ジャストンぴーなつ）        | 松竹徳幸       | 横山広行   | 河南正昭   | 7月13日        | 3卷8       | VOL.1   | VOL.1   |
| 9發目  | 我愛動物 （むつでゾーラム）          | 八角哲夫       | 吉田俊司   | 小林一三   | 7月14日        | 1卷16      | VOL.2   | VOL.1   |
| 10發目 | 通靈者 （歯肉女）            | 横山広行       | 吉田俊司   | 小林一三   | 7月15日        | 2卷10      | VOL.2   | VOL.1   |
| 11發目 | 中彩券 （ぶりちん）            | 井硲清高       | 吉田俊司   | 小林一三   | 7月16日        | 3卷4       | VOL.2   | VOL.1   |
| 12發目 | 雞蛋風波 （卵争）          | 近藤信宏       | 吉田俊司   | 小林一三   | 7月20日        | 3卷15      | VOL.2   | VOL.1   |
| 13發目 | FUCK!! （あっきゅー）            | 細川秀樹       | 村田雅彥   | 畑良子     | 7月21日        | 3卷11      | VOL.2   | VOL.1   |
| 14發目 | 爸爸您誤會了! （ダンボーラー）     | 森健           | 村田雅彥   | 畑良子     | 7月22日        | 4卷4       | VOL.2   | VOL.1   |
| 15發目 | 夢中的二樓 （新にーちゃんうーたん）        | 森健           | 村田雅彥   | 畑良子     | 7月23日        | 5卷13      | VOL.2   | VOL.1   |
| 16發目 | 春卷漂流記 （野良ミャオ）        | 井硲清高       | 村田雅彥   | 馬越嘉彦   | 7月27日        | 6卷13      | VOL.2   | VOL.1   |
| 17發目 | 棒球謎 （梅星）            | 松竹徳幸       | 則座誠     | 小林勝利   | 7月28日        | 6卷3       | VOL.3   | VOL.2   |
| 18發目 | 足球漫畫 （ふじまる）          | 近藤信宏       | 則座誠     | 波風立流   | 7月29日        | 6卷10      | VOL.3   | VOL.2   |
| 19發目 | 笨蛋感冒 （馬鹿サラダ）          | 井硲清高       | 則座誠     | 笠原彰     | 7月30日        | 8卷6       | VOL.3   | VOL.2   |
| 20發目 | V8 風波 （どみそ）           | 則座誠         | 則座誠     | 波風立流   | 8月3日         | 4卷12      | VOL.3   | VOL.2   |
| 21發目 | 大便電梯 （バイショー）          | 渡邊慎一       | 横山広行   | 河南正昭   | 8月4日         | 10卷15     | VOL.3   | VOL.2   |
| 22發目 | 高速公路 （野良P38）          | 川獺次美       | 横山広行   | 馬越嘉彦   | 8月5日         | 17卷2      | VOL.3   | VOL.2   |
| 23發目 | 花丸木水插曲 （新ボンボンらむーん）      | そえたかずひろ | 横山広行   | 河南正昭   | 8月6日         | 9卷7       | VOL.3   | VOL.2   |
| 24發目 | 血海 （血の海）              | 森健           | 横山広行   | 河南正昭   | 8月10日        | 12卷15     | VOL.3   | VOL.2   |
| 25發目 | 白痴三級 （馬鹿者）          | 細川秀樹       | 清水明     | 小林一三   | 8月11日        | 增刊號刊載 | VOL.4   | VOL.2   |
| 26發目 | 新・頂樓遇難記 （新・野良ミャオ）    | 松竹徳幸       | 清水明     | 笠原彰     | 8月12日        | 10巻5      | VOL.4   | VOL.2   |
| 27發目 | 野屎富士山 （しんま）        | 渡邊慎一       | 清水明     | 小林一三   | 8月13日        | 9巻2       | VOL.4   | VOL.2   |
| 28發目 | 棒球大對決 （便乗太郎）        | 細川秀樹       | 村田雅彦   | 増永計介   | 8月17日        | 11巻2      | VOL.4   | VOL.2   |
| 29發目 | 垃圾團 （よごれ）            | 近藤信宏       | 村田雅彦   | 小林勝利   | 8月18日        | 13巻4      | VOL.4   | VOL.2   |
| 30發目 | 地獄新聞 （新へっぴり）          | 井硲清高       | 村田雅彦   | 小林勝利   | 8月19日        | 13卷6      | VOL.4   | VOL.2   |
| 31發目 |                        | 大地丙太郎     | 村田雅彦   | 音地正行   | 8月20日        | 13卷7      | VOL.4   | VOL.2   |
| 32發目 |                        | （總集篇）     | （總集篇） | （總集篇） | 8月24日        | 原創       | VOL.4   | VOL.2   |
| X發目  | 炒翻天 （走れスジャータ） （未播放） | 森健           | 清水明     | 河南正昭   | 11月25日       | 13卷5      | VOL.4   | VOL.2   |

※動畫第X篇原先應是第27篇，但在日本播放時剛好碰到和歌山毒咖哩事件，因動畫相關內容剛好有牽扯到咖哩，故臨時做了撤換(但有收錄在後來發行的VHS、DVD裡頭)。

#### 影音商品
皆由萬代影視發行，VHS於1998年10月25日到11月25日發售、DVD於2001年2月25日進行發售。
台灣版DVD由木棉花國際代理發行。
| 卷数  | 發售日期       | 收錄話數       |
| VHS   | VHS            | VHS            |
| ----- | -------------- | -------------- |
| VOL.1 | 1998年10月25日 | 1發目 - 8發目  |
| VOL.2 | 1998年10月25日 | 9發目 - 16發目 |
| VOL.3 | 1998年11月25日 | 17發目- 24發目 |
| VOL.4 | 1998年11月25日 | 25發目 - X發目 |
| DVD   |                |                |
| VOL.1 | 2001年2月25日  | 1發目 - 16發目 |
| VOL.2 | 2001年2月25日  | 17發目 - X發目 |

### 第2季
以《每度!浦安鉄筋家族》為標題，2014年7月6日到12月28日以3分鐘短篇動畫形式播放、配信。本作為16年後2次動畫化。

#### 配音員
- 大澤木小鐵、菊池茜、山崎民子 - 三森鈴子
- 大澤木大鐵、大澤木晴郎、大澤木金鐵、土井津仁、春卷龍、力士 - 一条和矢
- 大澤木順子、阿仁媽、服雄媽 - 東條加那子
- 大澤木裕太、鈴木服雄、野村幸子 - 楠田亜衣奈
- 大澤木櫻、西川法子、淡口静香 - 橘田泉
- 上田信彦、花子、長崎屋奈奈子 - 楠ひなた
- 花園垣、花園勇花 - 山口祥行
- 江戶五郎、山田真夜 - 岡村明美
- Poseidon笠原、大澤木大鐵（19發目[1]） - 松山鷹志
- 根本和江、田中 - 西村千奈美
- 服雄爸、万田・α・太郎 - 武田一成
- 花丸木、旁白 - 森嶋秀太
- Ending Card旁白 - ショッカーO野

#### 製作人員
- 原作 - 浜岡賢次
- 企劃 - 沢考史、桜井康彦、尾山仁康、新宿五郎
- 製作人 - 原大介、買場道雄、浦崎宣光、今西栄介
- 音樂 - 山本はるきち
- 效果 - 上野励
- 調整 - 木澤秀昭
- 企劃協力 - 阿部知司、YTE
- 監督、分鏡 - 大地丙太郎
- 演出 - 大地丙太郎（1發目 - 5發目）→桜井弘明（6發目 - 24發目）
- 音響制作 - DAX production
- 動畫製作 - STUDIO DEEN
- 製作 - はなくそ一発（STUDIO DEEN、DAX production、TOKYO MX[注 1]）

#### 主題曲
（1發目 - 13發目）
歌 - 冠徹弥
（14發目 - 25發目）
歌 - Candy Voice（合唱 - 冠徹弥）

#### 各話列表
| 話數   | 標題                   | 原作       | 作画監督 | 原画                                      | Ending Card                         |
| ------ | ---------------------- | ---------- | -------- | ----------------------------------------- | ----------------------------------- |
| 1發目  | 全員合體 （アドベンチャーファミリー/行徳を越えて）          | 元祖19卷12 | 小田真弓 | 高橋しんや                                | 安部真弘                            |
| 2發目  | 浦安殺人魔邁爾斯 （浦安マイヤーズ）  | 毎度10卷14 | 小田真弓 | 清水勝祐、佐々木剛、 ひのたかふみ         | 生駒里奈 （乃木坂46・AKB48 Team B） |
| 3發目  | 辛辣魷魚 （辛辣!イカ男）          | 元祖19卷13 | 小田真弓 | 野澤綾子、青木康哲                        | 石黒正数                            |
| 4發目  | 櫥窗假人 （マルキーフィギュア）          | 元祖19卷15 | 山村俊了 | 能地清、越貴史                            | 佐藤タカヒロ                        |
| 5發目  | 鐵人三頂 （彼はお休み）          | 24卷1      | 山村俊了 | 小林勝利、中嶋忠二                        | 藤近小梅                            |
| 6發目  | 最強人類登場 （どーもすいません）      | 22卷1      | 山村俊了 | 南伸一郎、青木康哲                        | 板垣恵介                            |
| 7發目  | 百分百新鮮 （便乗してもいいですか?）        | 28卷15     | 山村俊了 | 才木康寛、杉田柊                          | 櫻井紀雄                            |
| 8發目  | 呆瓜七級 （真・野良ミャオ）          | 元寶7      | 山村俊了 | 小林勝利                                  | 増田英二                            |
| 9發目  | 大胃女王 （甘い爪）          | 元祖18卷5  | 武本大介 | 越貴史、野澤綾子                          | 陸井栄史                            |
| 10發目 | 超科技腳踏車 （てる）      | 7卷9       | 大塚八愛 | 杉田柊、高橋しんや                        | 古谷野孝雄                          |
| 11發目 | 了不起喔、日本人! （素晴らしき哉、日本人!） | 毎度2卷11  | 小田真弓 | 中澤勇一、河南正昭                        | 西野七瀬（乃木坂46）                |
| 12發目 | 大王物語 （大王イカ物語）          | 元祖11卷9  | 山村俊了 | 越貴史、清水勝祐                          | 米原秀幸                            |
| 13發目 | 順子懷孕了 （イトーストーリー3）        | 元祖28卷8  | 小田真弓 | 野澤綾子、高野菜央                        | 平川哲弘                            |
| 14發目 | 名偵探五郎 （ボーズ探偵）        | 20卷2      | 山村俊了 | 才木康寛                                  | 荒達哉                              |
| 15發目 | 女鬼的復仇 （オスメント）        | 元祖28卷2  | 小田真弓 | 青木康哲、片岡康治                        | 高橋ヒロシ                          |
| 16發目 | 吐司火箭 （遠い空のムタへ）          | 元祖28卷11 | 小田真弓 | 吉開順子、平林考                          | 佐藤健太郎                          |
| 17發目 | 書包風波 （ポセイドン）          | 6卷7       | 小田真弓 | 小田真弓、能地清                          | 細川雅巳                            |
| 18發目 | 複製人 （ヒカデン）            | 16卷3      | 小田真弓 | 野澤綾子、管野千愛                        | 瀬口忍                              |
| 19發目 | 力士坐車 （ノド輪）          | 17卷5      | 山村俊了 | 大前裕美子、前田綾、 高橋しんや、青木康哲 | 櫻井あつひと                        |
| 20發目 | 樂活貝比 （食用ブリーフ）          | 元祖21卷5  | 山村俊了 | 才木康寛                                  | 手代木史織                          |
| 21發目 | 三人成行 （傘ネタ、カーサ渡し）          | 元祖24卷12 | 山村俊了 | 野澤綾子、管野千愛                        | 沼田純                              |
| 22發目 | 烏鴉&假髪 （トッカータと大鉄）         | 18卷14     | 山村俊了 | 青木康哲、越貴史                          | 福田やすひろ                        |
| 23發目 | 隔壁是花子 （となりは花子さん）        | 元祖24卷3  | 小田真弓 | 中澤勇一、清水勝祐                        | 木木津克久                          |
| 24發目 | 火星豆桑 （賛成の反対）          | 元祖22卷2  | 小田真弓 | 才木康寛                                  | 小澤利雄                            |

#### 播放電視台
| 播放地區 | 播放電視台   | 播放日期                | 播放時間             | 聯播網   | 備註                        |
| -------- | ------------ | ----------------------- | -------------------- | -------- | --------------------------- |
| 東京都   | TOKYO MX     | 2014年7月6日 - 12月28日 | 星期日 22:27 - 22:30 | 独立局   | 參與製作委員会              |
| 兵庫縣   | SUN電視台    | 2014年7月6日 - 12月28日 | 星期日 22:27 - 22:30 | 独立局   | EPG上寫星期日 22:25 - 22:30 |
| 日本全域 | Niconico頻道 | 2014年7月6日 - 12月28日 | 星期日 22:27 更新    | 网络广播 |                             |

#### Blu-ray
全24話收錄由Dream Creation於2015年2月20日發售。分為附贈特典CD特装版（DCBD-0008）與通常版（DCBD-0009）2種。

## 電視劇
2020年4月起，每週六0時12分至0時52分，在東京電視台的電視劇24時段播出，由佐藤二朗領銜主演。

### 演員
- 大澤木大鐵 - 佐藤二朗[2]（粵語配音：羅偉傑）
- 大澤木順子 - 水野美紀[3]（粵語配音：姜嘉蕾）
- 大澤木櫻 - 岸井雪乃[3]（粵語配音：黃紫嫻）
- 大澤木晴郎 - 本多力[3]（粵語配音：郭湛深）
- 大澤木小鐵 - 斎藤汰鷹[3]（粵語配音：黎皓宜）
- 大澤木金鐵 - 坂田利夫[3]（粵語配音：袁德基）
- 大澤木裕太 - キノスケ[3]
- 花丸木 - 染谷将太[4]（粵語配音：李家傑）
- 春巻龍 - 大東駿介[4]
- 麻岡由美 - 松井玲奈[4]（粵語配音：王綺婷）
- 仁媽 - 宍戸美和公[4]（粵語配音：王綺婷）
- 大鐵のタクシー常連客 - 滝藤賢一 [注 4][4]
- 浅野 - 角田貴志（粵語配音：郭湛深）
- 井上 - 石田剛太（粵語配音：李家傑）
- 宇野 - 中川晴樹（粵語配音：袁德基）
- 土井津仁 - 細井鼓太
- 鈴木福雄 - 小山春朋（粵語配音：王綺婷）
- 上田信彦 - 山城琉飛
- 菊池茜 - 土屋希乃（粵語配音：王綺婷）
- 西川法子 - 平澤宏宏路
- 大鐵的母親 - 木野花[5][注 5]（粵語配音：黎皓宜）